# Morups landskommun
Morups landskommun var en tidigare kommun i Hallands län. 

## Administrativ historik
Kommunen inrättades i Morups socken i Faurås härad i Halland när 1862 års kommunalförordningar trädde i kraft 1863. 
Vid kommunreformen 1952 bildade den storkommun genom sammanläggning med Stafsinge.
Sedan 1971 tillhör området Falkenbergs kommun.
Kommunkoden 1952-1970 var 1317

### Kyrklig tillhörighet
I kyrkligt hänseende tillhörde kommunen Morups församling. Den 1 januari 1952 tillkom Stafsinge församling.

## Geografi
Morups landskommun omfattade den 1 januari 1952 en areal av 87,84 km², varav 87,27 km² land.

### Tätorter i kommunen 1960
| Tätort       | Folkmängd |
| ------------ | --------- |
| Glommen      | 297       |
| Långås       | 294       |
| Eneskogstorp | 255       |

Tätortsgraden i kommunen var den 1 november 1960 21,2 procent.

## Politik

### Mandatfördelning i valen 1938-1966
| 5 | 16 | 3 |

| 23 |

| 6 | 1 | 17 |

| 21 |

| 4 | 2 | 18 |

| 22 |

| 9 | 18 |  | 2 |

| 28 |

| 10 | 15 | 2 | 3 |

| 28 |

| 8 | 17 |  | 4 |

| 25 | 5 |

| 9 | 17 | 2 | 2 |

| 26 |

| 7 | 17 | 3 | 3 |

| 25 | 5 |